# Phaethornis nattereri
El ermitaño de Natterer o ermitaño chico acanelado (Phaethornis nattereri) es una especie de ave apodiforme de la familia Trochilidae, perteneciente al numeroso género Phaethornis. Algunos autores sostienen que se trata de dos especies diferentes. Es nativo del centro y noreste de América del Sur.

## Distribución
Se distribuye del este de Bolivia al adyacente suroeste de Brasil (Mato Grosso y este de Rondônia); y en el noreste de Brasil (de Maranhão a Ceará, también registrado en sureste de Pará y Tocantins).
Esta especie, poco conocida, puede ser localmente común en una variedad de hábitats fuera de selvas húmedas: bosques semi-caducifolios, crecimientos secundarios, cerrado, caatinga arbórea y bosques en galería. Por debajo de los 500 m de altitud.

## Sistemática

### Descripción original
La especie P. nattereri fue descrita por primera vez por el ornitólogo alemán Hans von Berlepsch en 1887 bajo el nombre científico Phaëthornis nattereri; su localidad tipo es: «Caicara y Engenho da Gama, Mato Grosso».

### Etimología
El nombre genérico masculino «Phaethornis» se compone de las palabras del griego «phaethōn» que significa ‘sol’ y «ornis» que significa ‘pájaro’; y el nombre de la especie «nattereri», conmemora al zoólogo y recolector austríaco en Brasil Johann Natterer (1787–1843).

### Taxonomía

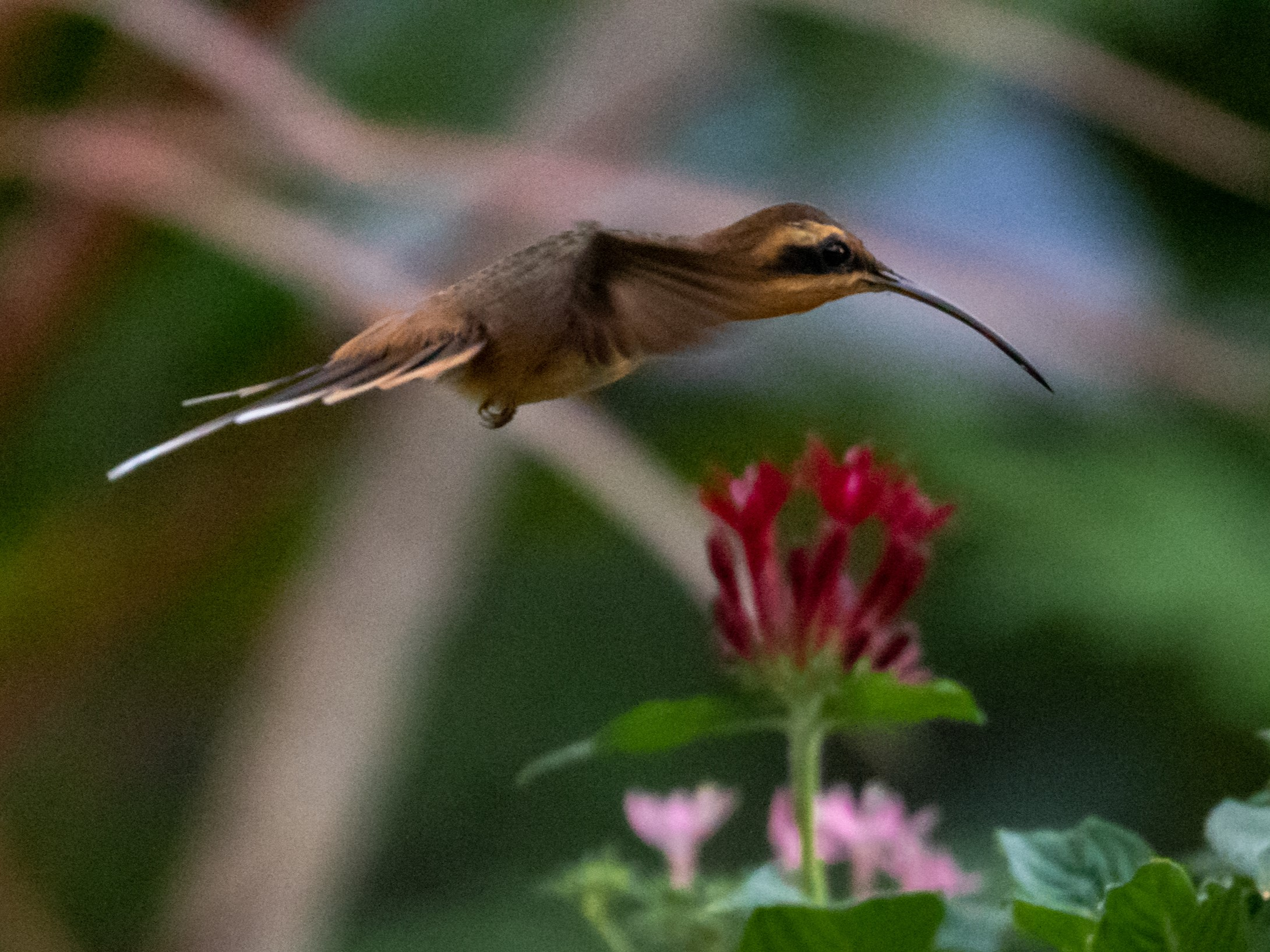
Phaethornis maranhaoensis, Caxias, Maranhão.

La taxonomía de la presente especie no está bien resuelta. El taxón maranhaoensis, algunas veces es tratado como la subespecie P. nattereri maranhaoensis o P. squalidus maranhaoensis, y por la mayoría de las clasificaciones como inválido, siguiendo los análisis de Hinkelmann (1988) que determinaron que la descripción corresponde a un macho adulto de P. nattereri. Sin embargo, maranhaoensis ocurre en una región del norte de Brasil, separada del área de P. nattereri, y también parece vocalizar diferente de la población sureña, lo que podría significar su reconocimiento como especie plena: el ermitaño de Maranhão (Phaethornis maranhaoensis), lo que es actualmente reconocido apenas por el Comité Brasileño de Registros Ornitológicos (CBRO). Son necesarios estudios genéticos que confirmen o rechacen esta afirmación.
Por lo tanto, es tratada como monotípica.